# 상추
상추(영어: lettuce, 학명: Lactuca Sativa, 문화어: 부루)는 국화과에 속하는 한해살이 풀이다. 채소식물로 여러 가지 계통·품종군으로 분화되어 있다. 상추는 잎 채소로 가장 자주 많이 사용되는데, 때때로 줄기와 씨앗을 위해 재배되기도 한다. 상추는 수프, 샌드위치와 같은 여러 종류의 음식에서도 볼 수 있지만 샐러드에 가장 많이 사용된다. 상추의 한 품종인 아스파라거스 상추는 줄기를 먹기 위해 키우는데, 줄기는 생으로 먹거나 익혀 먹는다. 또 과거에는 유럽과 북미가 상추 시장을 지배했지만, 20세기 후반부터 상추는 전 세계적으로 퍼지기 시작했다. 2017년 기준 세계 상추와 치커리의 생산량은 2700만톤으로 이 중 56%가 중국산으로 알려져 있다
상추는 원래 고대 이집트인에 의해 재배되었는데, 고대 이집트인들은 기름을 얻기 위해 상추를 기름이 풍부한 식량 작물로 변형시켰다. 그 후 상추는 그리스인과 로마인에게 퍼졌다.
상추는 상치, 부루, 와거(萵苣)로도 불리며, 상추의 씨는 약으로도 쓰이는데 와거자라고 불렸다.

## 생태와 특징
잎은 타원형이나 긴 모양으로, 생육 중기까지 줄기는 거의 자라지 않고 잎이 여러 겹으로 겹쳐 결구하는 것, 결구하지 않는 것이 있다. 줄기와 잎은 상처를 입으면 흰색의 젖액이 나온다. 여름에 꽃줄기가 자라서 높이 1m 정도가 되면 윗부분이 분지되어 지름 2 ~ 3cm인 국화모양의 황색 두상화가 달린다. 이른 아침에 꽃잎이 폈다가 낮이 되기 전에 닫힌다. 씨는 수과이고 긴타원형이며 편평하다. 씨의 길이는 3 ~ 4.5mm로 흰색·노랑·검정의 것이 있다. 씨는 호광성으로 어두운 곳에서는 발아하기 어려운 특성이 있다.

## 성분,..
상추의 주요 성분에는 락투카리움(lactucarium)이 들어있는 것으로 알려져있다. 락투카리움은 생화학적으로 수면과 진정 및 진해효과가 있는 것으로 알려져있다. 각성효과도 언급된바있다.
또한 비타민A와 엽산, 루테인 등의 함량이 높은 것으로도 잘 알려져있다.

## 재배종

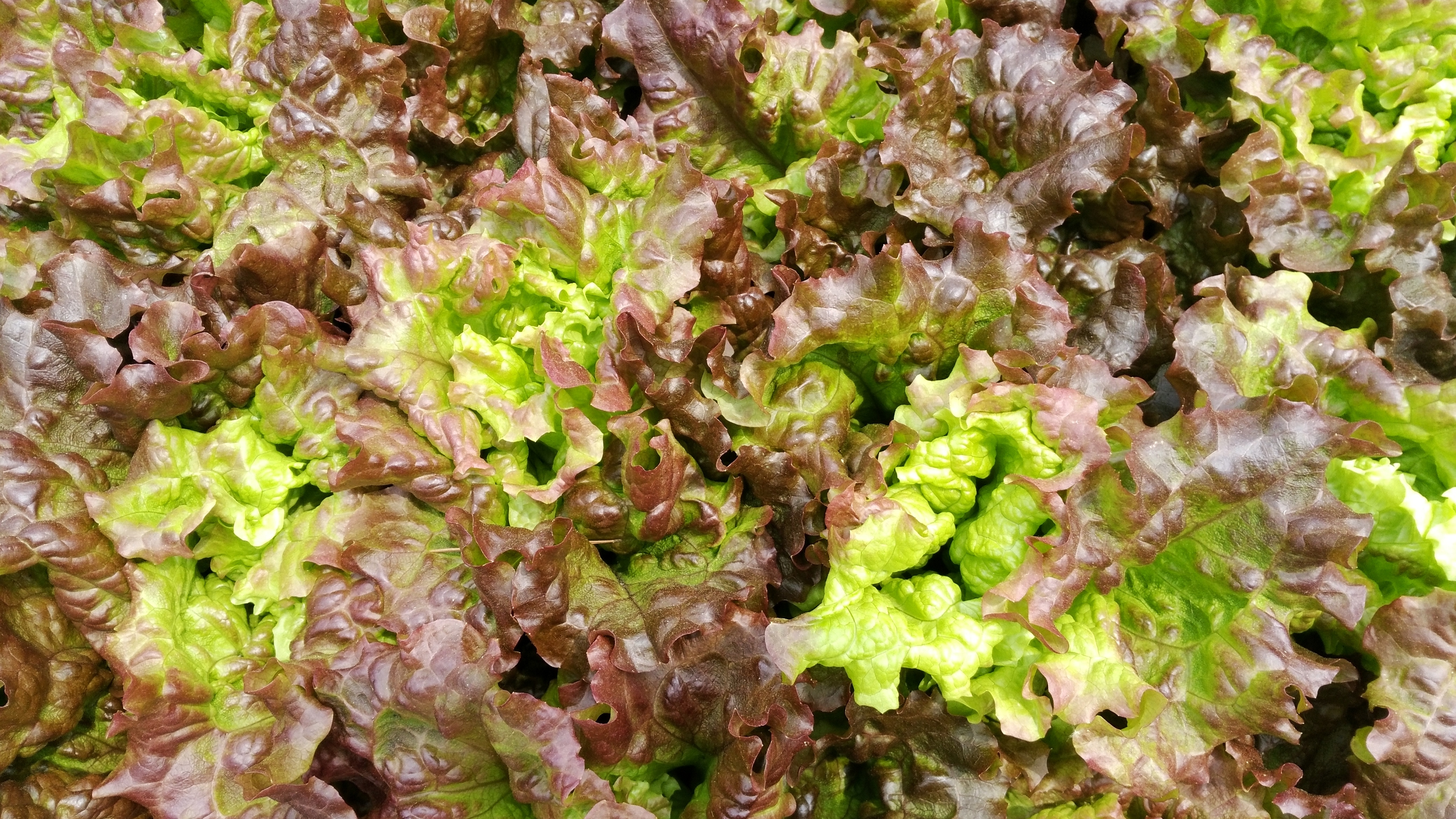
재래종 잎상추

재배품종은 크게 결구상추·반결구상추·잎상추·배추상추의 4가지로 분류된다. 한국에서는 주로 잎상추를 먹는데 대표적인 품종에는 치마상추·뚝섬녹축면상추·적축면상추가 있다. 결구종은 주로 수입종으로 그레이트레이크·팬레이크가 있다.
많이 재배되는 계통에는 결구·반결구성의 양상추와 비결구성의 줄기상추가 있다.
- 재래종 상추(잎상추): 잎을 뜯어 먹는 상추는 이미 BC 6세기에 페르시아에서 식용되었으며, 그리스·로마에 보급되어 유럽에 널리 퍼졌다.한국엔 페르시아와 교류를 하였던 신라시대에 유입되었고 이것이 재래종 상추이다.
- 양상추(결구상추)는 '헤드레터스' 또는 '캐비지레터스' 라고도 한다. 잎은 10장 이상으로 되어 결구하고 구(球)는 지름 10 ~ 20cm이다. 결구성 상추의 기원 연대는 확실하지 않으나 유럽에서는 16세기에 보급되었다고 추측된다. 잎의 색이 선명한 녹색, 갈색을 띤 녹색 등 품종이 많다. 이 중에 잎이 빽빽이 결구하지 않고 완만한 반결구성으로, 잎의 질이 매우 부드러워 입 속에서 녹아들 듯하는 것을 '버터헤드'라고 한다.
- 줄기상추의 잎은 긴 모양으로 많이 겁쳐 있으며 잎이 증가함에 따라 조금씩 줄기가 자란다. 줄기는 굵고 지름 3cm로 부드럽다. 잎을 차례로 뜯어먹거나 자라서 30 ~ 50cm가 된 줄기를 아스파라거스처럼 먹기도 한다.
- 로메인상추는 잎이 긴 타원형이고 길이 20 ~ 30cm로 거의 직립성이다. 온난한 기후의 이탈리아에서 중세부터 재배되었으며, 영국·프랑스에서 많이 재배된다. 컬레터스는 잎의 수가 적고 오그라져 있다. 결구성과 반결구성이 있고 색도 녹색과 홍자색 등이 있다.[6]

## 재배
생육 및 싹트기에 알맞은 온도는 15 ~ 20°C이며 고온에 의해 추대가 이루어진다. 산성 토양에 약하며 충분한 수분을 필요로 한다.
봄재배·가을재배·겨울재배·고랭지재배가 있다. 고랭지에서는 주로 결구상추가 재배되며 평지의 봄·가을 재배에서는 잎상추가 재배된다.
5, 6주간 묘상에서 육묘하여 이식하는데 파종은 6cm 간격으로 줄뿌림하며 본잎이 2 ~ 4장 전개되면 한번 옮겨심었다가 본잎이 5 ~ 7장 되었을 때 포장이나 온실 내에 정식한다. 거름은 10a당 질소 20kg, 인산 10kg, 칼리 15kg 정도로 준다. 수확은 잎상추는 정식 후 30일, 결구상추는 50일, 치마상추는 수시로 실시한다.

## 생산량
| 중국                                       | 15.2 |
| 미국                                       | 3.8  |
| 인도                                       | 1.1  |
| 스페인                                     | 1.0  |
| 이탈리아                                   | 0.7  |
| 전 세계                                    | 27   |
| 출처: UN Food and Agriculture Organization |      |

## 같이 보기
- 꽃상추